# Sergio Solli
Sergio Solli (Nápoles, Italia; 19 de noviembre de 1944 - ib.; 3 de febrero de 2023) fue un actor teatral y cinematográfico italiano.

## Biografía
Nacido en los Quartieri Spagnoli, de joven trabajó como peluquero y, a la vez, en una compañía de teatro; tras varias actuaciones, se unió a la compañía de Eduardo De Filippo, quien le dio papeles en varias de sus obras teatrales: De Pretore Vincenzo (1976), Gli esami non finiscono mai (1976), Natale in casa Cupiello (1977), Quei figuri di tanti anni fa (1977), Le voci di dentro (1978) e ¡Chao, don Antonio Barracano! (1979). A partir de los años ochenta, protagonizó varias películas (a menudo dirigidas por Lina Wertmüller y Luciano De Crescenzo), también internacionales, y series de televisión. Solli falleció el 3 de febrero de 2023 a la edad de 78 años.

## Filmografía

### Cine
- No grazie, il caffè mi rende nervoso, de Lodovico Gasparini (1982)
- Scherzo del destino in agguato dietro l'angolo come un brigante da strada, de Lina Wertmüller (1983)
- Il petomane, de Pasquale Festa Campanile (1983)
- Sotto.. sotto.. strapazzato da anomala passione, de Lina Wertmüller (1984)
- Così parlò Bellavista, de Luciano De Crescenzo (1984)
- Il mistero di Bellavista, de Luciano De Crescenzo (1985)
- Stregati, de Francesco Nuti (1987)
- 32 dicembre, de Luciano De Crescenzo (1988)
- L'ultima scena, de Nino Russo (1989)
- 'O re, de Luigi Magni (1989)
- Basta! Adesso tocca a noi, de Luciano Emmer (1990)
- C'è posto per tutti, de Giancarlo Planta (1990)
- Ladri di futuro, de Enzo Decaro (1991)
- Nessuno mi crede (1992), de Anna Carlucci (1992)
- Muerte de un matemático napolitano, de Mario Martone (1992)
- Io speriamo che me la cavo (Esperemos que me las arregle), de Lina Wertmüller (1992)
- Il Postino (El cartero y Pablo Neruda), de Michael Radford (1994)
- Croce e delizia, de Luciano De Crescenzo (1995)
- A spasso nel tempo - L'avventura continua, de Carlo Vanzina (1997)
- Fondali notturni, de Nino Russo (2001)
- E adesso sesso, de Carlo Vanzina (2001)
- Stregati dalla luna, de Pino Ammendola e Nicola Pistoia (2001)
- Pater familias, de Francesco Patierno (2003)
- Certi bambini, de Andrea e Antonio Frazzi (2004)
- L'aria salata, de Alessandro Angelini (2006)
- La seconda volta non si scorda mai, de Francesco Ranieri Martinotti (2008)
- Cosa voglio di più, de Silvio Soldini (2009)
- L'affare Bonnard, de Annamaria Panzera (2009)
- The Wholly Family, de Terry Gilliam (2011)
- Box Office 3D - Il film dei film, de Ezio Greggio (2011)
- Romanzo di una strage, de Marco Tullio Giordana (2011)
- To Rome with Love (A Roma con amor/De Roma con amor), de Woody Allen (2012)
- La kryptonite nella borsa, de Ivan Cotroneo (2012)
- Smetto quando voglio, de Sydney Sibilia (2014)
- Effetti indesiderati, de Claudio Insegno (2015)
- Smetto quando voglio - Ad honorem, de Sydney Sibilia (2017)
- E se mi comprassi una sedia?, de Pasquale Falcone (2017)
- Le verità, de Giuseppe Alessio Nuzzo (2017)

### Televisión
- Il marsigliese, de Giacomo Battiato (1975)
- Un paio di scarpe per tanti chilometri (1981)
- Padre part-time, de Massimo Antonelli (1983)
- Don Tonino, de Fosco Gasperi (1989), episodio: "Don Tonino e il terrore in prima pagina"
- La profesora de historia (Les héritiers) (1997)
- Nonno Felice (1992)
- Il caso Bebawi, de Valerio Jalongo (1996)
- Anni '50 - miniserie (1998)
- Anni '60 - miniserie (1999)
- Un prete tra noi 2 (1999)
- Distretto di Polizia (2001, 2008), algunos episodios
- La omicidi (2004)
- Elisa di Rivombrosa (2003)
- Matilde -película de televisión (2005)
- Un posto al sole d'estate - soap opera (2006-2007)
- La squadra 7 (2006)
- Scusate il disturbo (2009)
- I delitti del cuoco (2010)
- Il caso Enzo Tortora - Dove eravamo rimasti? (2012)
- Il clan dei camorristi (2013)
- Le mani dentro la città (Manos dentro de la ciudad) (2014)
- Il bosco, de Eros Puglielli - miniserie (2015)
- Romanzo siciliano, de Lucio Pellegrini - miniserie (2016)

## Teatro
- Na santarella (1975)
- De Pretore Vincenzo (1976)
- Gli esami non finiscono mai (1976)
- Natale in casa Cupiello (1977)
- Le voci di dentro (1978)
- Gennareniello (1978)
- Il sindaco del rione Sanità (¡Chao, don Antonio Barracano!) (1979)
- Quei figuri di tanti anni fa (1978)
- Il contratto (1981)
- Se per caso un vecchio attore (2013)